# Medaglia di Creta
La medaglia di Creta fu una medaglia militare conferita dal sultano Abdul Aziz ai soldati dell'Impero ottomano che presero parte alla repressione rivolta cretese (1866-1869).

## Insegne
- La  medaglia consisteva in un disco d'argento riportante sul diritto il tughra del sultano ottomano, il tutto posto sopra una mezzaluna ottomana. Sul retro si trovava la raffigurazione dell'isola di Creta attorniata dal mare, sopra la quale si trova la scritta "Creta" in arabo e sotto la data 1286 (1869 dell'era cristiana).
- Il nastro era rosso con una striscia verde per parte.